# IC 2079
IC 2079 ist eine Balken-Spiralgalaxie vom Hubble-Typ SBab im Sternbild Dorado am Südsternhimmel. Sie ist schätzungsweise 473 Millionen Lichtjahre von der Milchstraße entfernt und hat einen Durchmesser von etwa 170.000 Lj.

Im selben Himmelsareal befinden sich u. a. die Galaxien IC 2073, IC 2081, IC 2082, IC 2083.
Das Objekt wurde am 7. Dezember 1899 vom US-amerikanischen Astronomen DeLisle Stewart entdeckt.